# Modesto Augusto Vieira
Modesto Augusto Vieira (* 2. Dezember 1865 in Brumado do Matto Dentro, Minas Gerais, Brasilien; † 27. September 1916 in Mariana) war Weihbischof in Mariana.

## Leben
Modesto Augusto Vieira studierte Philosophie und Katholische Theologie am Priesterseminar in Mariana. Er empfing am 11. Mai 1890 das Sakrament der Priesterweihe. Anschließend war Vieira als Pfarrer in Caratinga tätig.
Am 12. Mai 1911 ernannte ihn Papst Pius X. zum ersten Bischof von São Luíz de Cáceres. Der Erzbischof von Mariana, Silvério Gomes Pimenta, spendete ihm am 25. Juli 1912 die Bischofsweihe; Mitkonsekrator war der Bischof von Pouso Alegre, Antônio Augusto de Assis.
Papst Pius X. ernannte ihn am 12. Januar 1914 zum Titularbischof von Archelaïs und zum Weihbischof in Mariana.